# Stijve wolfsmelk
Stijve wolfsmelk (Euphorbia stricta) is een eenjarige plant die behoort tot de wolfsmelkfamilie (Eurphorbiaceae). De soort staat op de Nederlandse Rode lijst van planten als een soort die in Nederland zeer zeldzaam en matig afgenomen is. Deze plant is in Nederland wettelijk beschermd sinds 1 januari 2017 door de Wet Natuurbescherming. De plant komt voor in de gematigde gebieden van het noordelijk halfrond. Het aantal chromosomen is 2n = 14.
De plant wordt 20 - 50 cm hoog en heeft vaak roodachtige stengels. De vaak roodachtige, lang-lancetvormige, 2 - 4 cm lange bladeren zijn donkergroen. De bladrand is fijn gezaagd. Het blad heeft een iets hartvormige, versmalde voet. De onderste bladeren slaan terug tegen de stengel.
Stijve wolfsmelk bloeit van juni tot in september met meestal driestralige schermen. De bloeiwijze is een cyathium. De twee, driehoekige, geelgroene schutbladen onder de bloemes lijken net normale blaadjes en kleuren in een ouder stadium paars. De eenslachtige bloem heeft vier, gele, halvemaanvormige klieren zonder hoorntjes. De vruchtkleppen zijn geheel met bolvormige wratten bezet.
|  |  |  |

De vrucht is een 2 mm brede, driekluizige kluisvruchten met één, roodbruin, 1 mm breed, glad zaadje per kluis.
De plant komt voor op bouwland, in bermen en langs heggen en slootkanten met vochtige, kalkhoudende klei- of mergelgrond.